# Бързата лента
Бързата лента е кеч турнир, годишно продуциран от WWE, професионална компания по кеч в Кънектикът и излъчена на живо и на разположение по pay-per-view (PPV) и WWE Network.
Събитието е създадено през 2015 г., замествайки Клетка за елиминация на мястото на февруарското pay-per-view. Името на събитието е препратка към „Пътят към КечМания“.

## Хронология
- Бързата лента (2015)
- Бързата лента (2016)
- Бързата лента (2017)
- Бързата лента (2018)
- Бързата лента (2019)